# Denkmal Befreiung Außenlager des KZ Mauthausen in Floridsdorf

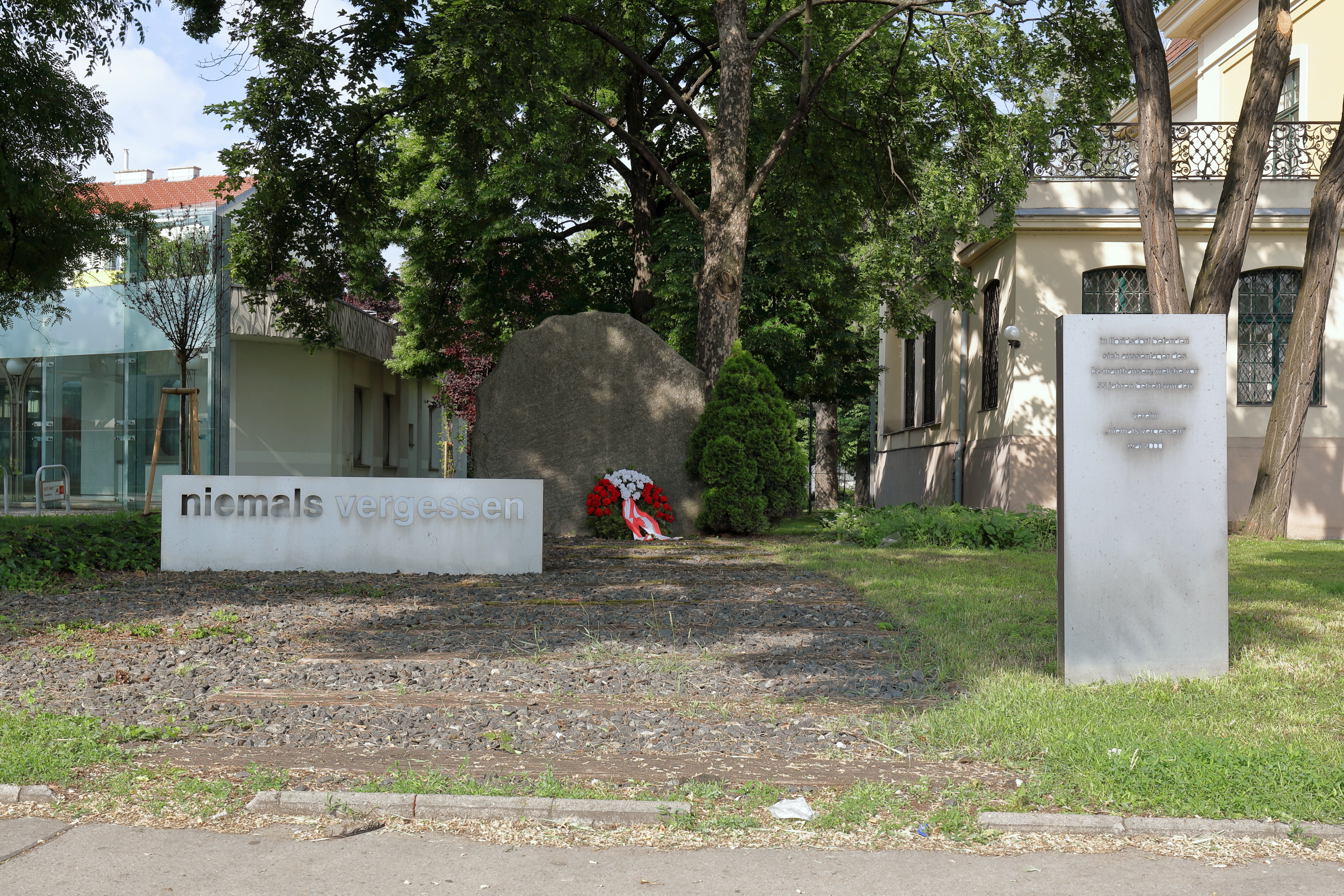
Denkmal Befreiung Außenlager des KZ Mauthausen in Floridsdorf

Das Denkmal Befreiung Außenlager des KZ Mauthausen in Floridsdorf ist ein Denkmal vor dem Bezirksmuseum Floridsdorf in der Prager Straße 33 im 21. Wiener Gemeindebezirk Floridsdorf, das seit 2000 an die Befreiung der Außenlager Floridsdorf des Konzentrationslagers Mauthausen erinnert.

## Geschichte und Beschreibung
Ursprünglich war ein provisorischer Gedenkstein errichtet. Später wurde es zu einem dreiteiligen Denkmal durch Hans Teufel umgestaltet bzw. erweitert. Gestiftet wurde das Denkmal vom Verein Niemals vergessen mit Unterstützung der Kulturvereine Forum 21 und Floridus sowie von Privatpersonen. Am 5. Mai 2000 fand die Gedenkfeier zur Enthüllung statt, die von der Initiative „Mauthausen aktiv“, der „Österreichischen Lagergemeinschaft Mauthausen“, dem Bundesministerium für Inneres und der Bezirksvorstehung Floridsdorf veranstaltet wurde.
Das Denkmal besteht aus einem Gesteinsbrocken, Bahnschwellen, Schotter und zwei Niroplastiken mit folgenden Inschriften:
niemals vergessen
sowie
in floridsdorf befanden sich aussenlager des kz-mauthausen, welche vor 55 jahren befreit wurden
verein „niemals vergessen“ mai 2000

## Hintergrund

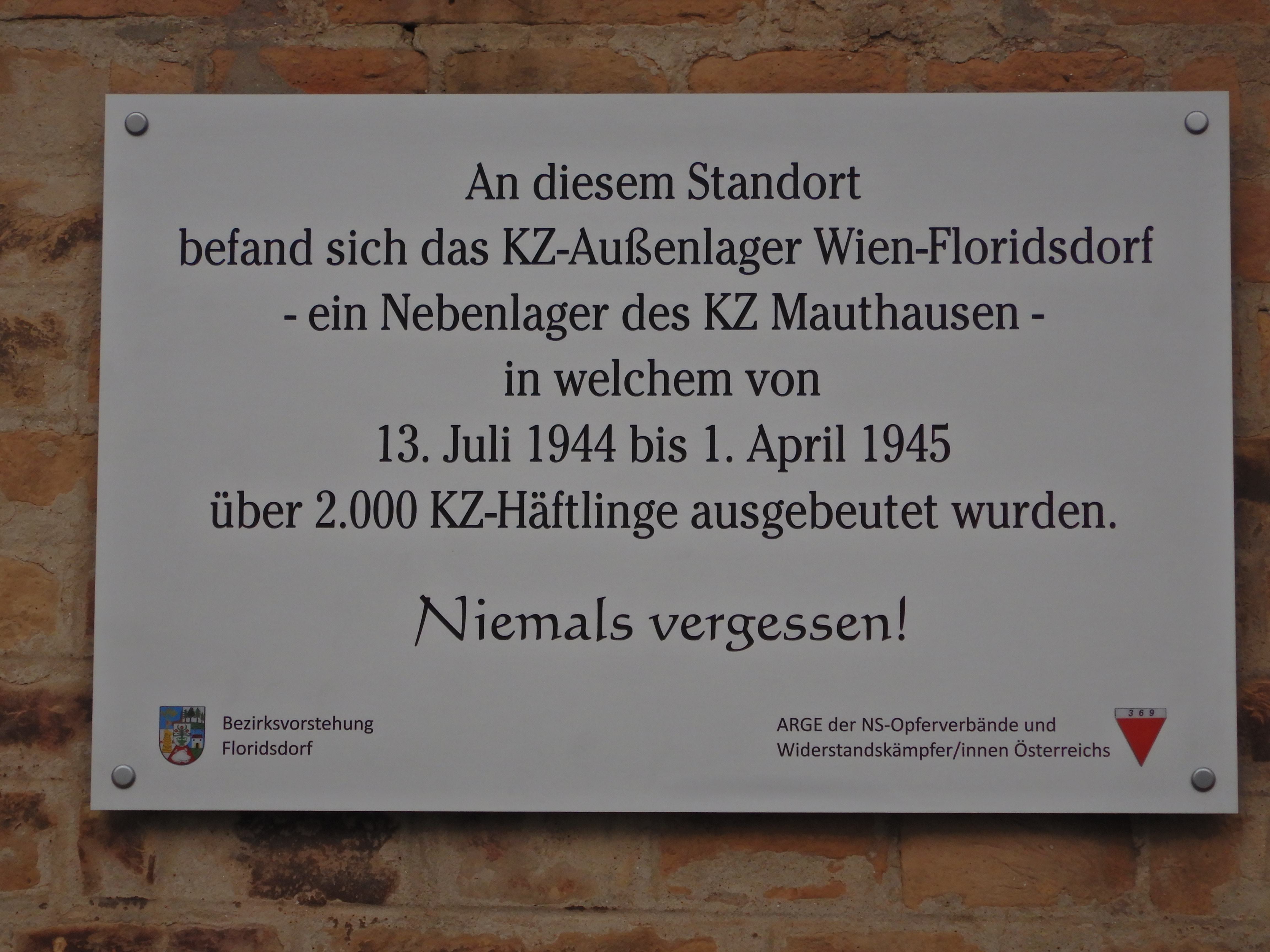
Gedenktafel an das KZ-Aussenlager Wien-Floridsdorf

Die SS errichtete 1944 auf dem Gelände der Jedlesee-Bierbrauerei-Kellerei in Jedlesee und auf dem Gelände der Firma Hofherr-Schrantz in Floridsdorf je ein Außenlager des KZ Mauthausen. Diese entstanden im Juli 1944, nachdem die Lager Schwechat I und Schwechat II durch einen Bombenangriff zerstört worden waren. Wegen des Vorrückens der Roten Armee wurden am 1. April 1945 insgesamt 2710 Häftlinge auf einen Evakuierungsmarsch nach Mauthausen geschickt, bei dem vor und während des Marsches Häftlinge ermordet wurden.

## Quelle
- Denkmal Befreiung Außenlager des KZ Mauthausen in Floridsdorf im Wien Geschichte Wiki der Stadt Wien